# Migdolus fryanus
Migdolus fryanus es una especie de escarabajo del género Migdolus, familia Cerambycidae. Fue descrita por John Obadiah Westwood en 1863. Habita en Argentina, Brasil y Paraguay.